# Giuseppe Martinelli
Giuseppe Martinelli CmOMT (Lucca, 23 de julho de 1870 — Rio de Janeiro, 27 de novembro de 1946) foi um empresário ítalo-brasileiro.
Emigrou para o Brasil em 1893, desembarcando no Porto de Santos e seguindo para São Paulo, estabelecendo-se como açougueiro. Durante a Primeira Guerra Mundial percebeu a necessidade de transporte de produtos agrícolas entre o Brasil e a Europa e para isso montou uma empresa de navegação, o Lloyde Nacional. Em 1922 a empresa já possuía 22 navios, além de ser proprietário de empreiteiras, minas de ferro e carvão.

## Biografia
Nasceu Temistocle Alcibiade Giuseppe Martinelli no bairro de San Donato na cidade toscana de Lucca, filho do pedreiro Guglielmo Martinelli e da dona-de-casa Marianna Pardini. 
Sua família era de pedreiros e empreiteiros e desde pequeno tinha o desejo de tornar-se arquiteto, sonho que não realizou devido a sua situação financeira, desembarcou no Porto de Santos vinte e três anos depois. Nas décadas seguintes ele construiria uma das maiores fortunas do Brasil. 
Em 1893, ano de sua chegada ao país, Martinelli estabeleceu-se em São Paulo, onde começou trabalhando como açougueiro. Sua vida mudou quando foi convidado pela firma Fratelli Fiaccadori para abrir uma casa de despachos em Santos. Depois de alguns anos, Martinelli saiu da Fiaccadori e junto com um dos seus irmãos fundou a Fratelli Martinelli.
Em 1906 a Fratelli Martinelli ganhava destaque, já possuía casas bancárias em Santos e São Paulo e também começou a ser referência para representar firmas exportadoras.
Em 1911, Martinelli rompeu com seu irmão e criou a “Sociedade Anônima Martinelli” que prosperou ainda mais. O grande salto da empresa se deu em 1915, durante a primeira Guerra Mundial, quando formou uma frota própria de navios a fim de suprir a falta de transportes. Foi em Santos que ele fundaria, em 1917, seu primeiro grande negócio, a empresa de navegação Lloyd Nacional. A empresa foi fundada quando o italiano viu a oportunidade de transportar produtos agrícolas entre nosso pais e a Europa durante a Primeira Guerra Mundial. Em 1922 a frota chegava a 22 unidades.
Giuseppe Martinelli estava em ascensão, logo transformou-se em armador, era um dos homens mais ricos de São Paulo. Financeiramente no auge, chegava a hora de realizar seu antigo sonho, queria deixar uma marca na cidade, causar impacto. Decidiu construir o prédio mais alto da cidade até então. Foi assim que o edifício Martinelli saiu do papel e virou realidade. Em seguida, o empresário investiria na construção civil. 
Em 1924 ele deu início ao seu empreendimento mais célebre, o Edifício Martinelli, o primeiro arranha-céu de São Paulo. A construção do edifício foi cercada de polêmicas. Originalmente projetado para ter 12 andares, ele acabou sendo finalizado com 30 pavimentos. Por muitos anos, foi o prédio mais alto da América Latina.
Em 1929, Giuseppe Martinelli mudou-se para o edifício com a família. Estava, enfim, vendo seu sonho realizado. Ele tinha grandes esperanças que os ricos da sociedade paulistana na época se encantassem com o projeto e mudassem para lá também. O primeiro morador do edifício foi Arturo Patrizi, professor de dança, que além de morar no prédio também montou uma escola de danças, uma das mais concorridas na época.
Em 1934, o comendador Martinelli teve que vender o prédio para o governo da Itália, devido aos problemas financeiros que o empresário teve durante a construção do edifício. Em 1943, com a declaração de guerra do Brasil ao eixo, todos os bens italianos foram confiscados e o prédio Martinelli passou a ser propriedade da União.
Depois mudou-se para o Rio de Janeiro, onde construiu oito outros edifícios, todos com quase 20 andares. Em 1944 a empresa de Martinelli não tinha somente navios, possuía contratos no ramo de exportação de ferro, exploração de minas, indústria de beneficiamento de açúcar e terrenos em regiões nobres do Rio de Janeiro e São Paulo.
Quando morreu em 1946, a herança que deixou, era tão colossal que só o inventário pesava cerca de 30 quilos. Estimasse que nos dias de hoje a conversão dos seus bens e o valor deixado em bancos somam, aproximadamente, 300 milhões de reais. Giuseppe encontra-se sepultado no Cemitério de São João Batista, em Botafogo, zona sul do Rio de Janeiro.

## Descendência
De seu primeiro casamento com Santina Ghilardi teve duas filhas: Irma Martinelli Marzotto e Georgina Martinelli Bonomi, a mãe de Maria Bonomi.
Casou-se em segundas núpcias com Rina Cataldi, filha da sua lavadeira com a qual teve um filho que se seria seu sucessor, José Benito Guilherme Mario Martinelli. Em menos de 20 anos, porém, José Benito liquidou 70% de sua herança, tinha entre outras coisas 28 casas no Botafogo, oito terrenos à beira-mar no Flamengo, o dote da Companhia Imobiliária que incluía os 3 palacetes da família, o terreno onde está o Hotel Meridien, em Copacabana e seis edifícios no centro do Rio de Janeiro, além de um prédio comercial de alto padrão na esquina da rua Presidente Vargas com a Rio Branco, o Rio Douro. A família, vendo que ele entregava suas propriedades por quantias irrisórias, pediu e obteve na Justiça em 1982 a sua interdição. Ele gastou desordenadamente o patrimônio, fazendo com que muitos enriquecessem às suas custas e o nome dos Martinelli fosse aos poucos perdendo valor. 

## Edifício Martinelli
O Edifício Martinelli nasceu em 1929, entre as ruas São Bento, São João e Líbero Badaró, no coração da cidade de São Paulo o imponente edifício Martinelli, que chamava atenção não só pelo seu tamanho (era o prédio mais alto de São Paulo na época), mas também por todo luxo e charme que o envolvia.
O prédio, que apresenta traços de arquitetura francesa, foi idealizado pelo comendador Giuseppe Martinelli, que lançou seu projeto com o intuito de romper com os padrões da época, transformando o edifício num marco para a cidade.
A construção durou cinco anos. O Martinelli (o prédio levou o nome do seu idealizador) é um edifício que traz incrustrado em sua história vários marcos. Para erguer o “monumento”, que marca a verticalização da cidade de São Paulo, o comendador contratou o engenheiro-arquiteto húngaro, William Fillinger que usou, pela primeira vez, o “concreto armado” um novo conceito na engenharia civil da época. Além disso, a maioria dos materiais usados durante as obras foi importada, como por exemplo, o cimento, que veio da Suécia e da Noruega.
Inicialmente, o prédio estava projetado para abrigar 14 andares, com a possibilidade de ir até o décimo oitavo andar.Todos olhavam a construção com enorme desconfiança, muitos acreditavam que ele iria cair. Os boatos de que o prédio viria abaixo ganharam ainda mais força quando, durante as escavações, começou a minar água no subsolo. Foi preciso grande esforço dos técnicos e engenheiros para drenar a água e desviá-la do caminho do edifício.
A obra foi evoluindo e as dificuldades foram aumentando. Em 1928 o comendador Martinelli resolveu aumentar o tamanho do edifício chegando a 20 andares. Nesse ponto todos esperavam que a obra terminasse por aí, mas o comendador queria mais.
A construção chegou a ser embargada. Mas, usando materiais mais leves, o comendador conseguiu o direito de construir mais cinco andares, mas ainda não estava satisfeito. Ele estava próximo de realizar o sonho de alcançar 30 andares, e assim o fez. A área total do prédio chegava então aos 50.000m2 alcançando uma altura de 105,65 metros. Para provar que seu empreendimento não cairia resolveu construir sua residência no alto do edifício.
Inicialmente o Martinelli era dividido em três partes: na rua Líbero Badaró era a parte residencial do edifício, voltada à ala rica da cidade. Na Rua São Bento ficava a área comercial, por fim a entrada da São João abrigava o Hotel São Bento e os salões Verde e Mourisco muito freqüentado pela alta sociedade paulista da época. Foi também o Martinelli que abrigou o famoso cine Rosário, outro ponto de encontro nas noites das sextas-feiras e o mais luxuoso cinema da cidade de São Paulo até então. Foi inaugurado ao som da orquestra do Maestro Gabriel Migliori, pelo prefeito Pires do Rio, em 2 de setembro de 1929, exibindo o filme “O Pagão”, estrelado por Ramon Navarro.>
Todos que chegavam a São Paulo não perdiam a oportunidade de apreciar a visão da cidade do alto do edifício Martinelli. Júlio Prestes e o Príncipe de Gales, entre outras personalidades, em suas visitas à capital, não perderam a oportunidade de conhecer o edifício. “De certa forma, o Comendador Martinelli, que era mestre-de-obras na Itália, ao conseguir edificar o prédio mais alto da América do Sul, conseguiu romper com os preconceitos, pois foi cantado em versos e em prosa. Sua obra foi o orgulho da cidade”, afirma Maria Cecília Naclério Homem em seu livro: “O Prédio Martinelli - A ascensão do imigrante e a verticalização de São Paulo”.
Todos exaltavam a importância do Martinelli para a cidade de São Paulo, muitas charges, poesias e quadros foram feitos em homenagem ao novo símbolo da cidade, como, por exemplo, o poema de Patrícia Galvão, a Pagu:
“Além...muito além do Martinelli...
martinellamente escancarava as
cento e cinquenta e quatro güelas...
(...)
E Pagu nasceu”.
Mário de Andrade relaciona o edifício em suas crônicas: “E agora já posso ver o `Martinelli´, meus olhos buscam a massa cor-de-rosa formidável pra justificar a sensação anterior...”
Tudo caminhava para dar certo, até acontecer a quebra na bolsa de valores de Nova York em 1929. “Foi um duro golpe para o comendador, ele esperava que todos fossem morar lá, mas com a crise a ala rica da cidade perdeu dinheiro e o comendador perdeu a chance de recuperar todo o dinheiro investido”, afirma Carla Vigorito, proprietária do Café Martinelli e conhecedora da história do prédio. Porém devido à enorme quantidade de dívidas feitas com o intuito de concluir o edifício e sem recursos para saldá-las, o comendador teve como única solução, vender seu “sonho” para o Instituto Nazionale di Credito per il Lavoro Italiano all´Estero, mais conhecido por ICLE.
Quando os italianos afundaram navios brasileiros na Segunda Guerra Mundial, o governo brasileiro confiscou os bens italianos, assim sendo, o Martinelli ficou sob administração federal e logo em seguida o edifício foi a leilão.
Nessa época, o comendador já tinha recuperado sua fortuna novamente e tentou reaver o prédio, porém o edifício foi vendido para Milton Pereira de Carvalho e Herbert Levy. Logo depois o prédio passou a ter 103 proprietários tornado-se o primeiro edifício do Brasil a se transformar em condomínio. Maria Bonomi, neta do comendador, revelou que ele não gostava de passar perto do prédio e sempre que vinha a São Paulo a negócios, pedia para seu motorista desviar do caminho do edifício. Hoje, cerca de 70% do prédio é público e os outros 30% são de propriedade particular
Vale lembrar que condôminos ilustres deixaram sua marca no edifício como, por exemplo, o Partido Comunista que mantinha sede no mesmo andar que o Partido Integralista, logo depois a UDN também instalou-se no edifício, que também era usado por escritores comunistas que faziam panfletos e os jogavam do alto do prédio. Associações esportivas como Palmeiras e Portuguesa, Instituto Médico Dante Alignieri, a Ordem dos Músicos, a Federação Paulista de Medicina e o Sindicato dos Alfaiates, entre outros, fizeram parte da história do Martinelli.

### Decadência e renascimento
O Martinelli teve seu momento de degradação durante tutela de 103 proprietários e acabou transformando-se aos poucos em cortiço, por ser uma opção barata de se morar no centro da capital. Os administradores não tinham controle do prédio. Muitas pessoas chegaram para morar no edifício, adaptando as estruturas existentes às suas necessidades, como por exemplo, os tanques para lavar roupa serviam como pia, sanitários transformaram-se em cozinhas.
O Hotel São Bento decaiu junto com o restante do prédio, idealizado para ser um dos mais luxuosos e ter hóspedes do mais alto nível, era pouco utilizado e foi aos poucos sendo desativado.
Daí em diante o edifício ficou conhecido por várias histórias de assassinatos, prostituição e outras tragédias. Entrar no Martinelli significava entrar em um novo mundo, tudo se encontrava no edifício. De igrejas a prostíbulos, bares, bilhares, danceterias e apartamentos. As famílias que habitavam o prédio tinham de conviver com o mau cheiro, iluminação clandestina e insuficiente além é claro, do medo dos bandidos que costumavam freqüentar as dependências do condomínio. Os corredores do prédio estavam sempre às escuras, o lixo certa vez chegou atingir a altura do sexto andar, apenas seis elevadores funcionavam.
O prédio era muito usado para esconder bandidos, e também palco de suicídios e assassinatos. Logo o Martinelli era notícia diária nas crônicas policiais da época. Um caso que mais chamou atenção aconteceu em 1965, quando cinco bandidos estupraram e mataram a menor Márcia Tereza num dos apartamentos do Martinelli chamado na época de Edifício América.
“Dava muito medo passar por perto do edifício, sempre a gente escutava histórias terríveis de lá, cada uma pior que a outra”, recorda João Alves Vieira, freqüentador do centro e de viva memória.
O Martinelli estava literalmente no fundo do poço. Então no governo do prefeito Olavo Setúbal o prédio foi enfim, reformado. Todos os moradores receberam ordem de despejo para dar início às obras. Nesse período muitos moradores ficaram sem saber para onde ir e o problema da moradia na cidade de São Paulo começou a ser evidenciado com freqüência pela imprensa.
A reforma foi financiada pela Prefeitura da Cidade de São Paulo, Banco Itaú e também alguns dos proprietários do prédio. A Prefeitura comprava a parte dos proprietários que não tinham dinheiro para ajudar na reforma do edifício.
Durante a reforma acharam corpos de crianças nas tubulações, fiações clandestinas e uma enorme quantidade de lixo nos poços dos elevadores.
Na reconstrução, não preservaram as pinturas originais do interior do prédio. “A casa do conde está toda pintada de branco, recentemente o Sindicato dos Bancários, por meio de uma reforma, encontrou vestígios dos traços da antiga decoração e fizeram um restauro de parte do salão Verde e Mourisco”, relata Carla Vigorito.Todo um processo de revitalização foi feito no prédio. “Eu, por exemplo, quando montei o café, me preocupei em mostrar os traços do que era o Martinelli”, diz Carla.
O prédio foi re-inaugurado em 4 de maio de 1979 pelo prefeito Olavo Egydio Setúbal.

### O Edifício Martinelli atualmente
Hoje, quando andamos pelas ruas do centro de São Paulo e perguntamos sobre o prédio Martinelli, temos como resposta o seguinte: “É aquele prédio rosa”. Próximo do gigantesco prédio do Banespa e do imponente Banco do Brasil, o Martinelli ainda é o mais querido prédio dos paulistanos. “O prédio do Banespa é um prédio administrativo, já o Martinelli tem um algo a mais, muita gente morou aí, o prédio marcou a verticalização da cidade de São Paulo”, declara Carla Vigorito dona do Café Martinelli e também integrante da Associação Amigos do Martinelli.
Conhecido e querido, o Martinelli hoje é composto por 11 lojas na área externa. As lojas mais antigas são a Pacific Tur e a Ravil Canetas, ambas instaladas no condomínio desde 1954. Na parte interna, o edifício abriga a Secretaria da Habitação e de Planejamento, a Companhia Metropolitana de Habitação - COHAB, a Empresa Municipal de Urbanização – EMURB”.
Suas dependências estão sendo conservadas e passam por constantes reformas. Há três anos administrando o prédio, Walter Camargo, conta que o maior vilão do prédio são os elevadores.”Eles consomem muita energia, temos um projeto feito para a troca de todos os elevadores, que resultaria numa economia de energia muito grande e modernizar o prédio”. Outro grande problema do administrador são as infiltrações, pelo fato do prédio ser de construção antiga.
Camargo mantém atualmente uma equipe formada por 42 pessoas sendo 16 ligadas à área de segurança, 13 ascensoristas, 5 recepcionistas, 5 pessoas cuidando da administração e 3 na manutenção das dependências do prédio. Todos os gastos do edifício são monitorados de quinze a quinze segundos pelo computador da administração.
Por dia, cerca de mil visitantes e mais de dois mil funcionários circulam pelos corredores do condomínio. O Martinelli hoje é referência em gestão ambiental em prédios públicos, além disso, é feita a coleta seletiva do lixo. O administrador orgulha-se da estrutura da brigada de incêndio. “É uma brigada bem treinada, é um trabalho que é feito em conjunto com todas as repartições que abrigam o edifício e que dá certo”, afirma Walter Camargo.
A área mais visitada do prédio é o terraço. Atualmente Camargo luta por uma ampla reforma no Martinelli. Ele julga necessário uma revitalização do edifício, as fachadas e esquadrias precisam ser reformadas e também propõe uma revitalização do terraço, devolvendo ao prédio a casa do comendador e suas características de época. “Se hoje essa parte do prédio já é muito visitada, acredito que com uma revitalização do terraço atrairia muito mais turistas ao nosso edifício”, acredita Walter Camargo, que também é membro da Associação Amigos do Martinelli, liderada hoje pela neta do comendador, Maria Bonomio.
Preservar o edifício Martinelli é preservar a história de São Paulo, e por que não, do Brasil? Ele representa o símbolo do progresso da cidade que crescia industrialmente e se enriqueceria com o café. Durante muitos anos foi o prédio mais alto da América do Sul. O Martinelli ainda é, e sempre será, um marco para a cidade de São Paulo.
Depois mudou-se para o Rio de Janeiro, onde construiu oito outros edifícios, todos com quase 20 andares.